# 八神浩樹
八神浩樹（日语： Yagami Hiroki，1966年7月5日—），日本漫畫家。出身於新潟縣柏崎市。東京動畫師學院畢業。
代表作是《麻辣雙嬌》、《G-taste》、《灌籃少年》。

## 來歷
1986年，獲得第37屆週刊少年Magazine新人漫畫獎。
1987年，以《麻辣雙嬌》（台灣盜版譯名《雞蛋碰石頭》）在《月刊少年Magazine》（講談社）出道。
1989年連載結束後，同樣在《月刊少年Magazine》開始連載《灌籃少年》。並於2003年4月至9月播放電視動畫，全26話。
1996年至2004年，《G-taste》在《MISTER MAGAZINE》和《Young Magazine Uppers》（講談社）連載。
1997年到2008年《灌籃少年ACT2》作為《灌籃少年》續集連載，其間還推出了外傳《灌籃少年國中篇》。
2007年，《灌籃少年ACT2》榮獲第31屆講談社漫畫獎少年部門。
2009年至2015年，連載《灌籃少年ACT3》。正篇完結之後，特別篇《灌籃少年特別篇》同樣在《月刊少年Magazine》上從2016年3月號到2017年2月號集中連載。該系列累計銷售量已突破4000萬部。
《常盤保齡球的女神大人》在《月刊少年Magazine》上從2017年6月號開始連載，至2018年8月號結束。
從2018年11月號開始，連載《灌籃少年ACT4》。

## 人物
- 高中二年級在一場摩托車事故中受了重傷。療傷期間收到了《Ribon》雜誌，因此決定嘗試畫少女漫畫。
- 筆名取自他喜歡的女性音樂家八神純子（日语：八神純子）。
- JBL忠實球迷。
- 喜歡的衣服是HYSTERIC GLAMOUR風。
- 《麻辣雙嬌（日语：2人におまかせ!）》本來在月刊雜誌是一集完結的喜劇，因為覺得執筆得太晚了痛苦到掙扎的程度，就把下一部作品做成了可以延伸的故事。
- 《麻辣雙嬌》的內容是基於當時八神浩樹沉迷於AV色情片的事實。
- 《麻辣雙嬌》的粉絲信中有一半來自女性。

## 作品列表
全由講談社發行。粗體字表示現在連載中作品。
漫畫
- 麻辣雙嬌（日语：2人におまかせ!）（《月刊少年Magazine》1987年8月號—1989年3月號，全6冊、文庫版全4冊）
- 灌籃少年（《月刊少年Magazine》，1989年—）
  - 灌籃少年（1989年7月號—1997年2月號，全23冊、文庫版全12冊）
  - 灌籃少年國中篇（1997年3月號—1997年6月號，全1冊）
  - 灌籃少年ACT2（1997年8月號—2008年12月號，全30冊、文庫版全6冊[6]）
  - 灌籃少年ACT3（2009年1月號—2016年1月號，全21冊）
  - 灌籃少年特別篇（2016年3月號—2017年2月號，全3冊）
  - 灌籃少年ACT4（2018年11月號—，已出版14冊）
- G-taste（《MISTER MAGAZINE（日语：ミスターマガジン）》1996年第9號—2000年1月 → 《Young Magazine Uppers（日语：ヤングマガジンアッパーズ）》2000年10號—2004年、《月刊Young Magazine（日语：月刊ヤングマガジン）》2010年9月）
- 常盤保齡球的女神大人（《月刊少年Magazine》2017年6月號—2018年8月號，全4冊）

其它
- 灌籃少年 The Girls' days（擔任原作作畫，作：金春智子，2002年8月16日發行）
- 灌籃少年 NEAR BOYS（擔任企劃監修，漫畫：櫻太助，2014年6月17日發行[7]）

畫冊
- 《DEAR BOYS ILLUSTRATIONS「SCENE」》（2001年6月14日發行）
- 《DEAR BOYS ILLUSTRATIONS 2「QUARTER」》（2014年9月17日發行）

## 師父
- 所十三

## 助手
- 余湖裕輝（日语：余湖裕輝）[8]
- 志名坂高次
- 東義男

## 其它
- 在週刊雜誌《FLASH（日语：FLASH (写真週刊誌)）》2015年12月22日號上，《麻辣雙嬌（日语：2人におまかせ!）》被評為「最佳10部性感漫畫」名單，對此八神浩樹進行了評論。